# Kim Dickens

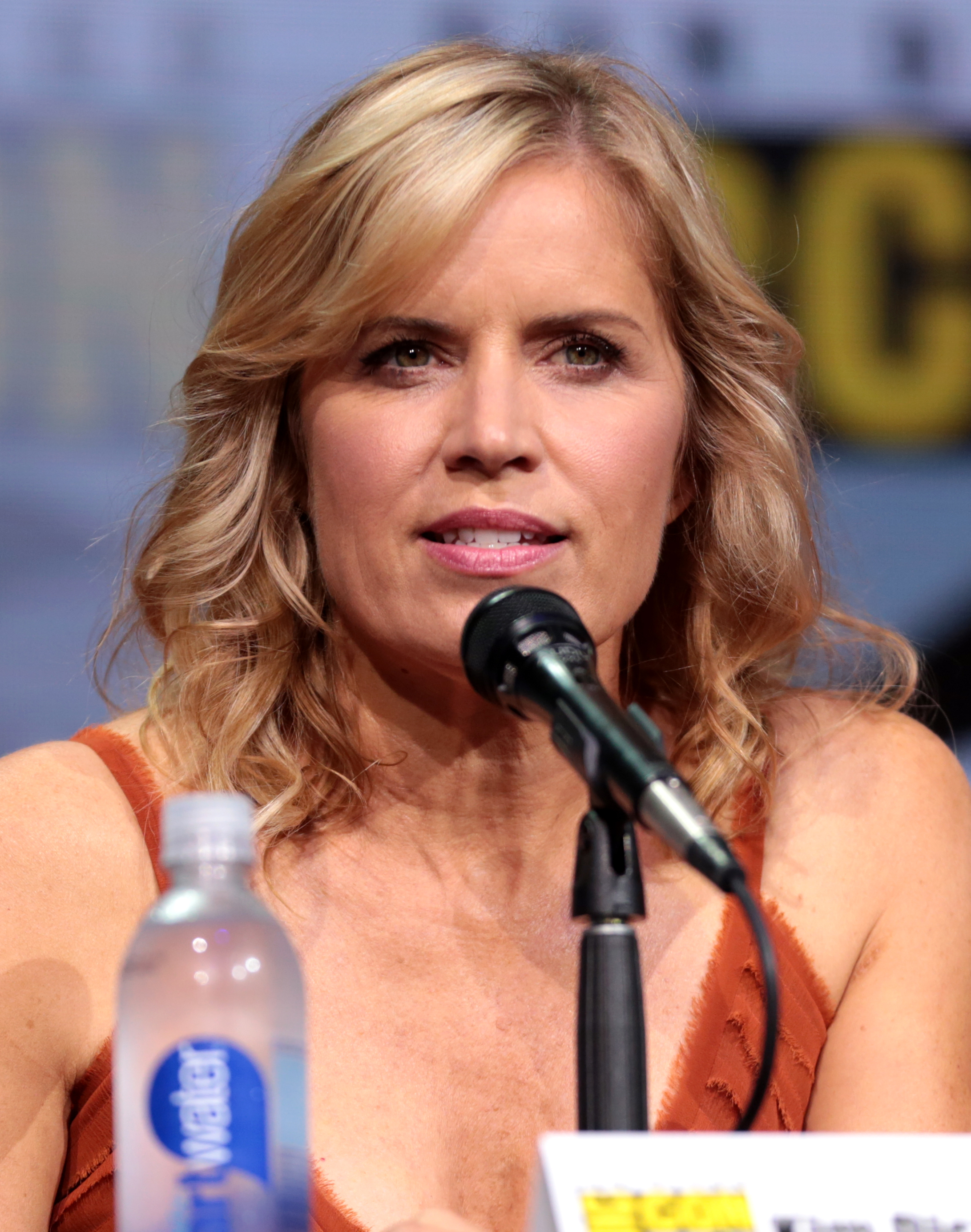
Kim Dickens auf der Comic Con (2017)

Kimberly Jan „Kim“ Dickens (* 18. Juni 1965 in Huntsville, Alabama) ist eine US-amerikanische Schauspielerin und ehemaliges Model.

## Leben
Kim Dickens schloss ihr Studium der Kommunikationswissenschaft an der Vanderbilt University von Nashville mit ausgezeichneten Noten ab, bevor sie sich in New York City am Actors Studio und an der American Academy of Dramatic Arts in der darstellenden Kunst weiterbildete. Dazu arbeitete sie bis Mitte der 1990er-Jahre als Mannequin unter anderem für Calvin Klein.
Bereits in Nashville hatte Dickens in einer Studentenaufführung von David Mamets Sexual Perversity in Chicago auf der Bühne debütiert. Sie trat in Theaterstücken, Werbespots und Musikvideos auf, bevor sie 1995 für die Komödie Palookaville erstmals eine Rolle in einem Kinofilm übernahm.
Die in vielen Filmen elfenhaft und zerbrechlich wirkende Dickens trat in der Folgezeit häufig in Fernseh- und Kinoproduktionen abseits des Mainstream in Erscheinung, etwa in Kiefer Sutherlands Ort der Wahrheit (1997), in Zero Effect (1998), mit Bill Pullman und Ryan O’Neal, sowie in Sam Raimis The Gift – Die dunkle Gabe (2000), mit Cate Blanchett. 2001 wurde sie für den Independent Spirit Award als beste Hauptdarstellerin in dem Vergewaltigungsdrama Things Behind the Sun nominiert.
Dickens übernahm jedoch 1998 auch die weibliche Hauptrolle in dem Actionfilm Das Mercury Puzzle, an der Seite von Bruce Willis und Alec Baldwin, und eine wichtige Nebenrolle in Große Erwartungen mit Gwyneth Paltrow, Ethan Hawke und Robert De Niro.
2000 wurde Dickens für den Science-Fiction-Film Hollow Man – Unsichtbare Gefahr als beste Nebendarstellerin für den Blockbuster Entertainment Award nominiert. 2003 spielte sie in dem mehrfach für den Oscar nominierten Auswandererdrama Haus aus Sand und Nebel mit Jennifer Connelly und Ben Kingsley. Später bekam sie Rollen in den Filmen Blind Side – Die große Chance und Gone Girl – Das perfekte Opfer.
Zu Dickens erfolgreichsten TV-Auftritten gehörte von 2004 bis 2006 ihre Rolle als Prostituierte in der Fernsehserie Deadwood. 2014 wurde sie für die Rolle der Madison Clark in der Spin-off-Serie Fear the Walking Dead von The Walking Dead gecastet. In der Politserie House of Cards verkörperte sie seit der dritten Staffel die Rolle der Reporterin Kate Baldwin.
2018 wurde sie in die Academy of Motion Picture Arts and Sciences berufen, die jährlich die Oscars vergibt.

## Filmografie (Auswahl)
- 1995: Palookaville
- 1995: New York News – Jagd auf die Titelseite (New York News, Fernsehserie, eine Folge)
- 1996: Swift Justice (Fernsehserie, eine Folge)
- 1996: Tote schweigen nicht (Voice from the Grave, Fernsehfilm)
- 1996: Zwei Mütter für Zachary (Two Mothers for Zachary, Fernsehfilm)
- 1997: Chaos City (Spin City, Fernsehserie, eine Folge)
- 1997: Ort der Wahrheit (Truth or Consequences, N.M.)
- 1997: Herz voller Tränen (Heart Full of Rain, Fernsehfilm)
- 1998: Zero Effect
- 1998: Große Erwartungen (Great Expectations)
- 1998: Das Mercury Puzzle (Mercury Rising)
- 1999: White River Kid
- 2000: Committed – Einmal 7. Himmel und zurück (Committed)
- 2000: The Gift – Die dunkle Gabe (The Gift)
- 2000: Hollow Man – Unsichtbare Gefahr (Hollow Man)
- 2001: Things Behind the Sun
- 2001: Big Apple (Fernsehserie, 8 Folgen)
- 2003: Out of Order (Miniserie, 6 Folgen)
- 2003: Haus aus Sand und Nebel (House of Sand and Fog)
- 2004: Goodnight, Joseph Parker
- 2004–2006: Deadwood (Fernsehserie, 34 Folgen)
- 2005: Thank You for Smoking
- 2006: Wild Tigers I Have Known
- 2006: Numbers – Die Logik des Verbrechens (NUMB3RS, Fernsehserie, 2 Folgen)
- 2006–2009: Lost (Fernsehserie, 4 Folgen)
- 2007: Waiting (Kurzfilm, Stimme)
- 2008: 12 Miles of Bad Road (Fernsehserie, 6 Folgen)
- 2008: Red
- 2008: 1 % (Fernsehfilm)
- 2008–2009: Friday Night Lights (Fernsehserie, 11 Folgen)
- 2009: FlashForward (Fernsehserie, eine Folge)
- 2009: One Way to Valhalla
- 2009: Blind Side – Die große Chance (The Blind Side)
- 2010: Reviving Ophelia (Fernsehfilm)
- 2010–2013: Treme (Fernsehserie, 36 Folgen)
- 2011: Footloose
- 2012: Um jeden Preis – At Any Price (At Any Price)
- 2013: Second Sight (Fernsehfilm)
- 2013: Sons of Anarchy (Fernsehserie, 5 Folgen)
- 2013: White Collar (Fernsehserie, Folge 5x07)
- 2014: Gone Girl – Das perfekte Opfer (Gone Girl)
- 2015–2017: House of Cards (Fernsehserie, 9 Folgen)
- 2015–2018, 2022–2023: Fear the Walking Dead (Fernsehserie)
- 2016: Die Insel der besonderen Kinder (Miss Peregrine’s Home for Peculiar Children)
- 2018: Lizzie Borden – Mord aus Verzweiflung (Lizzie)
- 2019: The Highwaymen
- 2019: Deadwood: The Movie (Fernsehfilm)
- 2020: Briarpatch (Fernsehserie, 9 Folgen)
- 2021: Abseits des Lebens (Land)
- 2022: The In Between
- 2022: The Good Nurse
- 2025: Die perfekte Schwester (Fernsehserie, 8 Folgen)